# Яблоня маньчжурская
Яблоня маньчжурская (лат. Malus manshurica (Maxim.) Kom.) — дерево, вид рода Яблоня (Malus) семейства Розовые (Rosaceae).

## Синонимы
Malus baccata var. mandshurica (Maximowicz), Malus Bacata Mandshurica, Malus bacata mandshurica (Maxim.) C. K. Schneid, Pyrus baccata Linnaeus Var. mandshurica Maximowicz

## Ботаническое описание
Дерево до 10—12, редко — до 15—18 м высоты и до 35—45 см в диаметре ствола. Крона низко посаженная. Кора темно-бурая, почти чёрная, трещиноватая, ветви прутьевидные, красно-желтые. Это придает особый шарм дереву ещё до распускания листьев, которые вначале сплошь опушенные, затем опушение сохраняется только по жилкам.
Почки яйцевидные, красно-коричневые.
Листья широкояйцевидные или обратнояйцевидные с округлым или клиновидным основанием и внезапно суженные на верхушке, в верхней части мелкогородчато-зубчатые; распускаются в апреле — начале мая. Молодые листья опушены, особенно снизу, взрослые сверху голые, снизу опушенные по жилкам.
Соцветия зонтиковидные, обильные, состоящие из 4—8 белых ароматных цветков 2—4 см в диаметре. Распускаются в середине мая, цветут до конца мая.
Плоды шаровидные, до 1 см в диаметре, желтые с красноватым оттенком, кисло-горькие на вкус яблочки. Созревают в сентябре и в течение всей зимы висят на дереве. При полном созревании легко раздавливаются и мякоть мажется. Семенные гнезда с твердыми оболочками. Плоды украшают дерево и зимой.

## Экология и распространение
Одиночно или в группе произрастает в лесах, на лесных опушках, в кустарниковых зарослях, главным образом, в широких речных долинах Приморского края и Китая. Растёт вместе с ясенем, бархатом, боярышником, сиренью. 
Дерево весьма зимостойко и любит легкие песчаные почвы. В диком виде встречается нечасто; в заповедниках Приморья, Дальнего Востока, Китая маньчжурская яблоня охраняется. Светолюбива, нетребовательна к почвам, хорошо выдерживает сложные экологические городские условия. Как яблоня Недзведского и пурпурная яблоня, хорошо переносит стрижку, а потому считается пригодной для живой изгороди. В Китае и Японии её культивируют также как садовое растение. Кора яблони почти чёрная, покрыта трещинками, ветви имеют красно-желтый цвет, прутьевидные, что придает дереву некий шарм ещё до момента распускания опушенных листьев. Соцветия у Malus manshurica обильные, крупные (4-8 белых ароматных цветков по 2-4 см в диаметре), цветут почти весь май. Шаровидные мелкие яблочки, в поперечнике до 1 см, желто-красные. Они в большом количестве созревают в сентябре и всю зиму остаются на дереве, украшая изгородь своим разноцветным обилием.

## Химический состав
Плоды содержат 70,2 % воды и 29,8 % плотного остатка. Плотный остаток состоит из 1,3 % золы, 5,6 % клетчатки, 3,1 % пентозанов и 0,2 % крахмала, 0,5 % пектиновых веществ, 7,7 % восстанавливающихся сахаров, 1,1 % сахарозы, 8,8 % общего количества сахаров, 1,9 % протеина и 1,5 % белковых веществ. Общая кислотность 1,5 %, летучих кислот 0,05 %.

## Значение и применение
Malus manshurica декоративна, она рано и обильно цветет, поэтому её охотно используют для озеленения северных городов. Это одна из декоративнейших и самых крупных (до десяти метров в высоту) яблонь. Эта морозоустойчивая яблоня может быть использована в озеленении северных населенных пунктов хорошо переносит стрижку и пригодна для живых изгородей. В Средней полосе России и в Китае маньчжурская яблоня часто используется для подвоя садовых сортов — например, яблони Недзведского и яблони азиатской. Культивируется в Китае и Японии как садовое растение. Это одна из самых крупных и декоративных яблонь. Она светолюбива, к почвам нетребовательна, устойчива в условиях города. Умеренно засухоустойчива. Болезнями и вредителями поражается редко. При посадке следует учитывать, что дерево может занять большую площадь. Высокая зимостойкость этого вида делает его особенно ценным в садово-парковом строительстве.
Хороший медонос и пыльценос. Продуктивность мёда условно чистыми насаждениями — 10—35 кг/га. Масса пыльников одного цветка 12,1—24,5 мг, пыльцепродуктивность одного цветка 4,0—8,2 мг.
Древесина ценная, пригодна для токарных и столярных изделий, но запасы её ограничены.
Плоды осенью и в начале зимы поедаются кабанами.